# كاثارينا سفينسون
كاثارينا سفينسون (بالدنماركية: Catharina Svensson)‏ هي متسابقة ملكة الجمال وعارضة دنماركية، ولدت في 24 يوليو 1982 في كوبنهاغن في الدنمارك.